# Крячок великодзьобий
Крячок великодзьобий (Phaetusa simplex) — вид сивкоподібних птахів підродини крячкових (Sterninae). Він належить до монотипічного роду великодзьобий крячок (Phaetusa).

## Поширення
Вид поширений в Аргентині, Болівії, Бразилії, Колумбії, Еквадорі, Французькій Гвіані, Гаяні, Парагваї, Перу, Суринамі, Тринідад і Тобаго, Уругваї, і Венесуелі. Зустрічається також на Арубі, Бермудах, Кубі, Панамі і США.

## Опис
Це один з великих крячків — в довжину буває до 40 см. Характеризується довгим жовтим дзьобом і білою плямою на верхівці. Інше забарвлення типове для крячків. У гніздовий період часто зустрічаються по берегах великих озер і річок в Південній Америці. Живляться рибою, пікіруючи за нею у воду з висоти 6—11 м. Гніздяться парами або колоніями до 100 пар на піщаних узбережжях. Зимують на річках, морських узбережжях і в мангрових заростях.